# 廖寶珊
廖寶珊（1903年—1961年7月23日），是已故香港潮州富商，廖寶珊家族的主要成員，廖創興銀行創辦人，地產發展商，原籍廣東潮陽。

## 生平
1940年代廖寶珊初到香港，炒賣地皮和黃金創業，於1948年創辦「廖創興儲蓄銀行」，幾年之後，改名為「廖創興銀行」，再運用銀行存款大量採購西環貨倉和發電廠用地，發展房地產興建新樓宇。
1958年，廖寶珊於西環屈地街創辦創興書院，並且親自擔任該校校董。
1961年6月14日，廖創興銀行遇上空前的擠提事件，發生震動香港的「廖寶珊事件」。三日後的6月17日，由香港上海匯豐銀行及渣打銀行支持，擠提潮才告平息。
雖然香港上海匯豐銀行和渣打銀行發表聯合通告，為廖創興銀行公開闢謠，但另一方面卻又委托羅兵咸會計師行稽核廖創興銀行賬簿，之後作出債務重組和銀主盤拍賣。由於英文翻譯的錯誤，誤把經匯豐及渣打兩大行的解決後，廖創興銀行的擠提情況已經「under control」（受到控制），譯成置於兩間銀行的股掌之下。由於這個原因，銀行創辦人兼董事長廖寶珊憂心忡忡，十分心痛，害怕銀行會遭兩大行吞併。1961年7月23日，廖寶珊在受到擠提事件的嚴重刺激下，導致腦溢血猝死。

## 家庭
廖寶珊一共育有九子二女，長子廖烈清早逝，次子廖烈文繼承銀行業務，三子廖烈科曾先後擔任定例局議員、立法局議員、立法會議員，以及全國人民代表大會港區代表。

## 以其命名事物
- 廖寶珊紀念書院
- 廖寶珊紀念書院廖寶珊紀念堂
- 香港潮州商會會所廖寶珊堂